# Pedro Castelblanco
Pedro Castelblanco Agüero (Valdivia, 23 de junio de 1894-Santiago, 12 de noviembre de 1982) fue un abogado, diplomático y político chileno, miembro del Partido Radical (PR). Se desempeñó como diputado, y ministro de Estado de su país, durante el gobierno del presidente Gabriel González Videla.

## Familia y estudios
Nació en la comuna chilena de Valdivia el 23 de junio de 1894, hijo de Pedro Castelblanco Rodríguez y María Mercedes Agüero Adriasola. Realizó sus estudios primarios en el Instituto Alemán de Valdivia y los secundarios en el Instituto Nacional de Santiago. Continuó los superiores en la Facultad de Derecho de la Universidad de Chile, titulándose como abogado en octubre de 1919, con la tesis El problema penal y penitenciario.
Se casó el 27 de octubre de 1921 con Zelmira Ugarte Montaner, con quien tuvo cinco hijos.

## Carrera profesional
Fue oficial del Ministerio de Justicia, donde llegó a ser Jefe de Sección (1913-1920). Fue secretario de la Intendencia de Valdivia (1921-1927) e Intendente de la ciudad en 1932, cargo en que renunció al final de ese mismo año.
Abogado procurador fiscal de Valdivia y Profesor de Economía Política en el Liceo de Hombres de Valdivia (1927-1931).
Director del Banco Central de Chile (1947-1952) y Presidente de la Caja de Amortización de la Deuda Pública (1949-1952). Además, fue Consejero de la Compañía Electro-Siderúrgica e Industrial de Valdivia.

## Actividades políticas
Militante del Partido Radical desde 1916. Fue Presidente del partido (1940-1941) y luego en dos períodos más. El presidente Gabriel González Videla lo nombró Ministro de Agricultura (1947) y Embajador de Chile en México (1944-1945) y Canadá (1945-1947).
Elegido Diputado por la 22.ª agrupación departamental de Valdivia, La Unión y Río Bueno (1933-1937). En este período, fue miembro de la comisión permanente de Constitución, Legislación y Justicia.
Reelecto Diputado por la misma agrupación distrital (1937-1941), integró la comisión permanente de Gobierno Interior y la de Educación.
Nuevamente Diputado (1941-1945), formó parte de la comisión permanente de Constitución, Legislación y Justicia. En este período además le correspondió asumir como Presidente de la Cámara de Diputados (1941-1944). 
Abandonó la Cámara de Diputados por aceptar el cargo de Embajador de Chile en México, retirándose en junio de 1944, como faltaba poco para la nueva elección no se llenó la vacancia.

## Actividades diplomáticas
Fue presidente del Primer Congreso Interparlamentario Americano, celebrado en Santiago de Chile (1944). Delegado de Chile y Vicepresidente de la Delegación Chilena a la Conferencia de Chapultepec, celebrada en México (1945).
Delegado permanente de Chile ante la Organización Internacional del Trabajo, en Montreal (1945-1946) y representante chileno a la Conferencia Internacional de Agricultura y Alimentación, en Quebec (1946).

## Otras actividades
Fundador y principal accionista de Warrants Chile S.A., miembro del Cuerpo de Bomberos de Valdivia, del que fue segundo comandante (1922), fundador de la Octava Compañía "Salvadores y Guarda Propiedades", actual "Bomba España". Miembro del Directorio de la Empresa Periodística “La Hora” (1939-1941). Director del diario “La República” y fundador de los diarios “La Tribuna” y “La Libertad”.

## Masonería
Fue iniciado en la Logia “Luz y Trabajo” N° 32 de Valdivia, el 9 de julio de 1921. En esta Logia fue elegido Segundo Vigilante, Primer Vigilante y, finalmente Venerable Maestro por cuatro períodos consecutivos. En 1961 alcanzó la dignidad de Soberano Gran Comendador del Supremo Consejo del grado 33.º y Último del Rito Escocés Antiguo y Aceptado, cargo que ejerció hasta 1976, cuan do fue investido del título de Soberano Gran Comendador ad Vitam, y Cofundador de la Logia "Nueva Luz" N° 64 de Temuco en 1926.
Como forma de honrar su legado, el Soberano Tribunal del grado XXXI dependiente del Supremo Consejo del Grado 33° para la República de Chile lleva su nombre, al igual que una Logia simbólica, bajo el número 229.

## Condecoraciones

### Condecoraciones extranjeras
- Gran Cruz de la Orden El Sol del Perú ( Perú).
- Gran Cruz de la Orden de Boyacá ( Colombia).
- Gran Cruz de la Orden de Vasco Núñez de Balboa ( Panamá)
- Gran Cruz de la Orden Nacional del Mérito ( Paraguay)
- Gran Oficial de la Orden Nacional de la Cruz del Sur ( Brasil)